# Loretánská kaple v Golčově Jeníkově
Loretánská kaple v Golčově Jeníkově na Havlíčkobrodsku se nachází v severní části města v Mírové ulici, u severní zdi kostela sv. Františka Serafínského. Spolu s kostelem je chráněna jako nemovitá Kulturní památka České republiky.

## Historie
Loretánská kaple (Santa Casa) byla založena roku 1650. Její zakladatel, polní zbrojmistr Martin Maxmilián svobodný pán z Golče, ji dal postavit jako výraz díků za ukončení třicetileté války. Nacházela se za městem a původně ji obklopoval čtvercový ambit. Při kapli byla zřízena jezuitská rezidence z kutnohorské koleje a zdejší jezuité byli pověřeni péčí o toto poutní místo.
Jedná se o kapli poloplášťového typu, obdélnou, s chodbou na levé a závěrové straně, s nestejnou šířkou bočních stěn a s vnějšími rozměry 12,26 x 7,60 metru.
Při josefínských reformách byla kaple zrušena, ale nezanikla. Pouze roku 1827 byl odstraněn ambit, jehož část se dochovala v podobě obvodové zdi. Téhož roku byl k jižní stěně kaple přistavěn kostel sv. Františka Serafínského. Původní vchody byly zazděny a z kostela byl proražen půlkruhem ukončený oblouk. Profilované vstupní otvory na severní straně a zamřížované, asymetricky umístěné okno na západní straně byly zachovány. Tyto vstupy mají nestejnou výšku – vyšší vstup vede do kaple a nižší na schodiště mezi vnitřní a vnější zdí. Mezi otvory zůstal do zdi zasazený alianční znak zakladatelů.